# Doc Houlind
Søren „Doc“ Houlind (Lemig, 1946) is een Deense muzikant in de dixieland-jazz. Hij speelt drums, piano en trompet en is zanger en bandleader.

## Loopbaan
Houlind trad al tijdens zijn schooltijd op als drummer. In 1965 kwam hij met zijn debuütalbum Soren Houlind's Jazzband Playing Old Jazz. In 1971 reisde hij voor het eerst naar New Orleans, waar hij les had van Cie Frazier. In de jaren daarna werkte hij in het Deense en Europese hotjazzcircuit met verschillende groepen, zoals Ricardo's Jazzmen, en met Amerikaanse musici, waaronder Alton Purnell, Paul Barnes, Thomas Jefferson, Sammy Rimington, Alvin Alcorn, Fat Man Williams en Butch Thompson.
In de jaren zeventig leidde hij de Houlind's Kobenhavn Ragtime Band, waarmee hij onder andere in Jazzhus Montmartre optrad. In New Orleans trad hij op met Kid Thomas Valentine. In de jaren tachtig en negentig speelde hij met Papa Bue's Viking Jazzband, Lillian Boutté, Jacques Gauthé en Bjarne „Liller“ Pedersen. Tussen 1989 en 1995 leidde hij bovendien met klarinettist Ole Gohn het Jazzhus Montmartre. In 1998 was hij gast op het Internationales Dixieland Festival Dresden. In 2002 richtte hij een all stars-band op, waarbij hij voor de trompet als zijn belangrijkste instrument koos. Met dit gezelschap stond hij op verschillende internationale festivals. Zijn trompetspel is beïnvloed door onder anderen Bunk Johnson, Kid Howard, Red Allen en Louis Armstrong. In de periode 1965-2014 speelde hij op 78 opnamesessies.